# Уайт, Чарлз
Чарлз Уа́йт (англ. Charles White; 4 октября 1728, Манчестер, Великобритания — 20 февраля 1813, Сейл, Траффорд, Большой Манчестер, Великобритания) — английский врач, член Лондонского королевского общества (1762), основатель Манчестерской королевской лечебницы. Один из передовых хирургов и акушеров своего времени.
В «Трактате о ведении беременных и рожениц и средствах их лечения, но особенно о предупреждении главных расстройств, которым они подвержены» (англ. Treatise on the Management of Pregnant and Lying-in Women, and the Means of Curing, but more especially of Preventing the Principal Disorders to which They are Liable), опубликованном в 1773 году, подробно описал диагностику и симптомы родильной горячки. Призывал женщин рожать в естественных условиях. Рекомендовал начинать родовспоможение лишь тогда, когда на свет появятся плечи ребёнка; выступал за раннее сидячее положение после родов. Отстаивал необходимость поддержания чистоты и регулярного проветривания родильного помещения. В мировоззренческом отношении придерживался собственной оригинальной теории, согласно которой «все организмы образуют одну неподвижную цепь бытия, понемногу восходящую от растений и животных к человеку». Считал, что цветные расы стоят на более низкой ступени развития, чем белая, а тело женщины свидетельствует о её большей близости к тёмным расам, поскольку на нём (особенно в период беременности) различимы участки более тёмной, чем у мужчин, пигментации: «ареола, половые органы и анус».

## Биография
Единственный сын хирурга-акушера Томаса Уайта (англ. Thomas White) и его жены Розамонд (англ. Rosamond). Получил домашнее начальное образование под руководством прп. Рэдклиффа Рассела (англ. Reverend Radcliff Russell). Около 1742 года начал ассистировать отцу при хирургических и акушерских операциях. Впоследствии изучал медицину в Лондоне под руководством известного акушера Уильяма Хантера. По окончании курса обучения в Эдинбургском университете вернулся в Манчестер и на некоторое время вновь стал ассистентом отца, после чего перешёл к самостоятельной практике. В 1752 году совместно с манчестерским предпринимателем Джозефом Бэнкрофтом (англ. Joseph Bancroft) основал Манчестерскую королевскую лечебницу (до 1790 года числился в ней почётным хирургом).
В 1757 году женился на Энн Брэдшо (англ. Ann Bradshaw), дочери старшего шерифа графства Ланкашир. От этого брака родилось восьмеро детей — четыре сына и четыре дочери.
В 1760 году представил в Королевском обществе доклад, описывающий разработанный и испытанный им на практике метод сращения перелома руки. В 1762 году стал членом Королевского общества, представив доклад об использовании губок для остановки кровотечения. В том же году был принят в британское Хирургическое общество.
В 1803 году перенёс воспаление глаз, в результате которого в последние годы жизни полностью ослеп.

## Манчестерская мумия
Около середины 1750-х годов Уайт в качестве семейного врача присутствовал на похоронах одного из своих пациентов — состоятельного манчестерца Джона Безуика (англ. John Beswick). В тот момент, когда над Безуиком собирались опустить крышку гроба, кто-то из близких покойного заметил, что его веки вздрогнули. Осмотрев тело, Уайт подтвердил, что Безуик всё ещё жив. Несколько дней спустя мнимоумерший окончательно пришёл в себя и прожил после этого случая ещё много лет.
Происшествие произвело огромное впечатление на сестру Джона — Ханну Безуик, предположительно завещавшую Уайту хранить её тело непогребённым до окончательного подтверждения факта её смерти. Забальзамировав тело Безуик, Уайт в течение пятидесяти пяти лет хранил мумию в старинном часовом шкафу в одной из комнат своего дома в Сейле. В 1828 году мумия перешла в собственность музея Манчестерского общества естествознания, где была выставлена в качестве экспоната и приобрела прозвище «Манчестерская мумия», или «Мумия из Бёрчин-Бауэра». В 1844 году мумия Ханны Безуик, экспонировавшаяся в вестибюле музея, была описана посетителем как «один из замечательнейших предметов в музее». В 1867 году музейное собрание было передано в дар Манчестерскому университету. 22 июля 1868 года, решением руководства университета и с согласия манчестерского епископа, Ханна Безуик была похоронена в безымянной могиле на манчестерском кладбище Харперхей.